# Radio RockFM
Radio RockFM è stata un'emittente radiofonica FM locale privata con sede a Milano, nata da un'idea di Gigio d'Ambrosio.

## Storia
Nata sulle ceneri del progetto Radio Gold agli inizi degli anni novanta, da una frequenza ridondante di Radio Milano International (98,700 MHz a Milano, che ha ospitato Radio 105 Classics e adesso Virgin Radio e che fu attivata nel 1976 da Radio Blackout) per volere di Gigio D'Ambrosio e di Angelo Borra, che affidarono la realizzazione tecnica a Canio Caprarella, allora responsabile tecnico di Radio 101.
Il primo a prendere in mano la radio è DJ Ringo che inizia a registrare per coprire la fascia notturna, poi inizia la prima diretta e coinvolge altri artisti e conduttori radiofonici. La radio si impone dedicando completamente la selezione musicale alla musica Rock in tutti i suoi generi. Trasmettere musica rock, anche non commerciale, attira la nicchia degli appassionati meno convenzionali di musica rock. Il primo editore ci aveva creduto, dedicandogli le poche risorse eccedenti per la copertura della rete primaria, così consentendone la diffusione anche in Piemonte, Liguria e Toscana.
Il direttore Marco Garavelli (ex Radio Peter Flowers), ha cercato per anni di coniugare l'esigenza di diffondere un prodotto particolare con dei budget minimi. Il seguito verso questa radio venne dimostrato anche dalla partecipazione di pubblico ai cosiddetti Rock Fm Party, che si svolgevano periodicamente nelle varie regioni in cui la radio era raggiungibile via etere; in alcuni casi, pochi mesi dopo l'accensione di una nuova frequenza, erano gli stessi ascoltatori a chiedere un Rock Fm Party nella loro città, come avvenuto a Torino e Padova.
Il colpo di grazia arrivò con le vicende giudiziarie del 2003, che travolsero la vecchia proprietà e condussero Radio One-O-One Network nell'alveo di Arnoldo Mondadori Editore. In quel periodo vennero spente alcune frequenze: la prima a soccombere fu quella di Torino che, acquisita con riserva di proprietà dai Borra, al mancato pagamento ritornò nella piena disponibilità del titolare originario.
Con l'acquisto da parte del gruppo Monradio, venne acquisita anche una partecipazione nella società editrice di Rock FM, nei limiti di quello che l'ordinamento giuridico consente, posta l'impossibilità di essere contemporaneamente titolari di concessioni nazionali e locali. La nuova compagine societaria non ha mai creduto nel progetto, lasciando la radio priva di qualsiasi supporto in termini di frequenze e pubblicità, ma tuttavia la radio fu in grado di gestirsi per alcuni anni.
Nell'ultimo anno venne modificata la formula di Rock Fm: in precedenza la rotazione musicale mischiava sapientemente le ultime novità discografiche nel campo del rock con i classici del passato, senza alcuna distinzione di genere: erano contemplati tutti gli stili rock (metal, progressive, country, blues, ecc.) e non vi erano problemi nel trasmettere integralmente brani di lunghezza superiore ai tradizionali 3-4 minuti. A partire dal 2007 la radio venne convertita in una "classic radio", dedicando il suo palinsesto quasi esclusivamente a brani del passato e relegando le novità discografiche in pochi orari prestabiliti: se questo cambiamento rese felici gli amanti del rock più tradizionale, ridusse drasticamente il numero di artisti e canzoni in archivio, oltre a scontentare gli amanti dei suoni più recenti che cercavano in Rock Fm qualche consiglio riguardo alle nuove uscite discografiche. Nonostante la rotazione continuasse a contemplare i vari stili del rock, la radio si standardizzò verso un suono decisamente più vintage: venne dato maggior spazio a stili come l'hard rock, il progressive e l'heavy metal dei primi anni 80, eliminando quasi completamente generi più recenti, come lo speed metal o il nu-metal. Tuttavia Rock Fm continuò a distinguersi per il fatto di non porsi limitazioni riguardo alla durata dei brani (specialmente riguardo ai classici del progressive rock) e senza fossilizzarsi sui cosiddetti classici, trasmettendo anche brani più ricercati o meno noti delle grandi band del passato.
Il 26 marzo 2008, dopo alcuni giorni in cui i dj manifestarono nervosismo durante le dirette, fu annunciata la chiusura delle trasmissioni. Pur non essendo stata prevista la data ufficiale in cui le frequenze sarebbero state girate a R101, i dj concordarono di chiudere le trasmissioni il 31 maggio 2008, in modo da poter organizzare una celebrazione di commiato. Il giorno stesso sotto la radio in Via Vittor Pisani a Milano ci fu una grande festa di addio che costrinse l'amministrazione comunale a chiudere il traffico della famosa arteria milanese.

### La chiusura
Dall'annuncio della chiusura i DJ hanno invitato negli studi della radio coloro che negli anni hanno avuto a che fare con RockFM, a partire dai DJ del passato, fino ai membri dei più importanti gruppi della scena rock. Una serie di eventi radiofonici, caratterizzati da esibizioni live, interviste, trasmissioni speciali si sono susseguiti negli ultimi mesi di vita della radio, concentrandosi nell'ultima settimana (26 maggio - 31 maggio) e sfociando nella diretta di 24 ore iniziata alle 18:00 del 30 maggio 2008.
La diretta si è quindi conclusa con i membri dello staff che hanno salutato il loro pubblico uno alla volta, ciascuno programmando il suo ultimo brano. Le trasmissioni sono terminate con una performance live di "Rockin' in the Free World" di Neil Young eseguita dagli stessi DJ e proseguita in strada insieme alla folla accorsa sin dal giorno prima sotto gli studi della radio.
In occasione della chiusura, è stata organizzata una diretta di 24 ore, iniziata alle ore 18:00 del 30 maggio 2008, durante la quale si è voluta celebrare la "festa" della radio insieme a coloro che nei 18 anni hanno collaborato a RockFM. La diretta è stata aperta con Gigio d'Ambrosio, l'ideatore della radio.
Dalle ore 18.00 del 31 maggio 2008 i DJs che lavoravano per l'emittente hanno cessato di trasmettere. In quel periodo era stata vagliata l'idea di trasmettere, dopo la chiusura, esclusivamente silenzio in segno di protesta, ma per legge questo non è possibile, pertanto le frequenze hanno continuato a trasmettere musica rock per alcuni giorni, prima di essere convertite a R101. Anche sul sito ufficiale lo streaming ha continuato a trasmettere musica a rotazione per diverse settimane, intervallando alcuni brani con i tipici jingle della radio. Inoltre, nonostante fossero state eliminate le pagine dedicate ai dj e al palinsesto della radio, il sito veniva aggiornato regolarmente, anche se si trattavano per lo più di notizie legate alla storia del rock.
Pertanto ai tempi si pensò Rock Fm potesse continuare ad esistere sotto forma di webradio, anche se priva della presenza umana. L'editore, infatti, è l'unico proprietario del logo e del marchio Rock Fm, (nonché dei jingle e dell'archivio di tutte le registrazioni) e quindi, i dj che vi hanno lavorato non avrebbero potuto utilizzarli legalmente, nel caso avessero deciso di far rinascere il progetto. Da alcuni anni era possibile ascoltare questa radio anche via internet, podcast e via satellite. Tuttavia, durante l'estate, il sito ufficiale venne ridotto ad un'unica pagina e, successivamente, è stato chiuso, anche se il dominio continua ad appartenere al gruppo Mondadori, che in futuro potrà ancora disporre del marchio Rock Fm e dei suoi archivi. Pertanto al momento non esiste più alcuna traccia Radio Rock Fm, a parte il sito della Rockfamily, punto di ritrovo degli ex ascoltatori.
La radio, inizialmente di carattere locale lombardo, ha gradualmente espanso le frequenze arrivando in Toscana e Liguria.
Tra i vari conduttori e collaboratori che sono passati per Radio RockFM si ricordano: DJ Ringo, Stefano Monticelli, Ilario lo Russo, Dj Gaucho, Titti Angeramo, Gra Gra Melzi, Dj Roccia, Canio Caprarella, Elena Di Cioccio (diventata poi VJ su All Music), Riccardo Vianello, Nicola Pelucchetti, Odette Di Maio, Claudio Sorge, Stefano Cerati, Barbara Caserta e Fabrizio Panarese.
I Conduttori che hanno accompagnato la radio fino alle 18.00 del 31 maggio 2008 sono stati: Dj Ariel, Chuck Bird, Giulio Caperdoni, Dj Claudia, Mox Cristadoro, Max De Riu, Maurizio Faulisi, Roberto "Freak" Antoni, Marco Garavelli, Il Metius, Edo Rossi, Fabio Treves

## Frequenze FM
| - Provincia di Bologna - 107.700 - Carpi - 101.400 - Carrara - 104.500 - Como - 91.100 - Firenze - 104.500 - Forlì - 107.700 - Genova - 87.550 e 87.750 - Imola - 107.700 | - Livorno - 104.500 - Lucca - 104.500 - Massa - 104.500 - Milano - 100.700 - Pisa - 104.500 - Prato - 104.500 - Ravenna - 107.700 - Zona della Versilia - 104.500 - Venezia-Padova-Treviso-Vicenza- 107.00 |

## Programmi trasmessi

### Pane Burro e Rock'n'Roll
(Motto del programma)
Pane Burro e Rock'n'Roll andava in onda dal lunedì al venerdì dalle 7.00 alle 9.00; condotto dal Dj Ariel con il supporto di Roberto "Freak" Antoni. Spesso i due conduttori interpretavano, grazie a un distorsore vocale, due cavie da laboratorio, il topo "Frigo" (nome di un vecchio "animale di plastica" del Dj Ariel) e il topo "Rogna", nelle cui disavventure non mancano di maledire gli "umani" per gli esperimenti che conducono su di loro.
Alle volte Freak Antoni e Dj Ariel interpretavano una scenetta dove Freak, posseduto del demonio, cominciava a parlare al contrario. Lo scopo era di recitare frasi che potevano essere ascoltate al rovescio, i palindromi.
La trasmissione conteneva numerosissime rubriche dove richiedevano la partecipazione del pubblico. Tra le varie rubriche si ricordano:

### L'almanacco del giorno che Fu
I conduttori ricordavano compleanni eccellenti ed eventi, soprattutto legati al mondo della musica, occorsi giorno per giorno.

### Campagna a favore di Ognissanti
Nel tentativo di andare "contro" la festa di Halloween, i conduttori fecero gli auguri a tutti quelli che un santo vero e proprio non ce l'hanno. La particolarità di questa rubrica fu che il redazionista dovette pagare 10€ alla coppia di conduttori per ogni santo che in realtà esiste e che i radioascoltatori segnalarono.

### La patente da "Vero" Rocker
I conduttori proponevano un test attitudinale dove fanno domande a triplice soluzione per saggiare la preparazione dei radioascoltatori su vari temi musicali, come ad esempio fatti noti della vita di musicisti Rock. Le domande però non avevano un riscontro con l'ascoltatore, il quale in sua coscienza si aggiunge o toglie punti dalle proprie patenti da Vero Rocker. Tali patenti erano ottenibili durante alcune manifestazioni live dove era presente il Dj Ariel.

### Davide contro Golia (La Nicchia vincerà)
Pane Burro e Rock'n'Roll si era fissato come scopo quello di vincere le grandi radio nazionali nella gara dell'audiradio. Chiesero quindi l'aiuto dei radioascoltatori, i quali, ad esempio, fecero pratica di "spionaggio" delle radio più grandi per poi commentare le rubriche che vanno in onda dalle 7.00 alle 9.00 in modo da valutare la concorrenza; tra le altre radio, sono state "spiate": M2o, Radio Deejay e Radio Zeta.

### La finestra di ROCK FM sul mondo
I dj Ariel e Roberto "Freak" Antoni si collegavano telefonicamente con una fantomatica radio nipponica chiamata Cakkio Radio Tokio per ascoltare il prodotto del panorama Rock giapponese. Il collegamento finiva puntualmente in tragedia, di solito con il suicidio della persona dall'altra parte della cornetta.

### Diventate Musicisti Rock con la bocca
I due conduttori chiamavano durante la diretta i radioascoltatori, previamente iscrittisi a questo "servizio", e li facevano esibire in un provino dove suonavano uno strumento a loro scelta, con un brano a loro scelta, con la sola particolarità di dover mimare il suono di detto strumento con rumori prodotti dalla loro bocca. La naturale continuazione del provino avrebbe dovuto essere un gruppo rock "che suona con la bocca".

### È solo rock'n'roll ma mi piace (It's Only Rock 'n' Roll, but i like it)
Dal 2 aprile 2008 (l'anno della svolta...contro il muro) il programma assunse questo nome; sostanzialmente il modo di conduzione è lo stesso, con l'unica differenza che durante la trasmissione vengono trasmesse registrazioni dei radioascoltatori che descrivevano cos'è il rock'n'roll per loro; i radioascoltatori si mettevano in contatto con i conduttori tramite sms o email e poi venivano richiamati per registrare il loro messaggio.
Questa iniziativa nacque soprattutto alla luce della prossima, all'epoca, chiusura delle trasmissioni radio per scelte editoriali.

### Easy Rider
(Easy Rider)
Easy Rider, inizialmente trasmesso in fascia serale, andava in onda dal lunedì al venerdì dalle 12.00 alle 14.00; per tutto il mese di maggio ritornò all'orario serale dalle 21.00 alle 23.00; condotto da Mox Cristadoro. Il riferimento al film Easy Rider è più che ovvio.
La trasmissione nacque per dare un senso alla collezione di dischi di Mox Cristadoro, su sua stessa ammissione, infatti tutti i giorni proponeva pezzi da vinili che portava direttamente da casa sua. Era facile che durante il programma intervenissero ospiti, soprattutto musicisti, per parlare di musica, in un'atmosfera che ricorda le radio libere degli anni settanta.

### Eclettica
(Feedback di un ascoltatore del '98)
Eclettica andava in onda dal lunedì al venerdì dalle 19.00 alle 20.00; condotta da Giulio Caperdoni, la trasmissione regalava incipit letterali e cinematografici tra una canzone e l'altra.
(Motto della trasmissione)
Rispetto alle altre trasmissioni, questa era sicuramente la più peculiare ed eclettica appunto.
La trasmissione era forte di uno "zoccolo duro" di ascoltatori affezionati che non mancavano di proporre feedback per ogni scelta effettuata da Giulio Caperdoni. Il suo unico obiettivo era quello di portare alla luce nuovi, innovativi e particolari brani e gruppi musicali, ma spesso vennero proposti pezzi o artisti dimenticati nel passato, incluso facendo speciale attenzione forte alla scena emergente italiana; a questa trasmissione infatti il merito di aver fatto conoscere, dal 1994 al 2008, vari gruppi italiani ad un pubblico più ampio, tra i tanti si ricordano il primo demo dei Negramaro, come anche Scisma, Bugo, Davide Van de Sfroos, Shandon, Meganoidi.
Dopo la chiusura di RockFM Eclettica continua ad esistere, avendo trovato accoglienza sulle frequenze delle principali radio alternative italiane: Radio Sherwood, Radio Lupo Solitario, Radio Onde Furlane, Radio Città Fujiko, Radio Città Aperta, Radio Base Popolare Network, Contatto Radio, Radio Studio A Network, Radio Ciroma, Radio Insieme, Radio Popolare Verona, Radio Wave.

### Blues Express
(Muddy Waters)
Fabio Treves conduceva Blues Express in onda tutti i lunedì dalle 17.00 alle 18.00 per far conoscere la musica del diavolo anche agli amanti del Rock. Il programma doveva il suo nome all'omonimo libro pubblicato nel 1989 proprio dal conduttore Fabio Treves. Negli anni (dal 1993 al 2008) sono stati ospiti eccellenti della trasmissione personaggi come: ZZ Top, Jonny Lang, Robben Ford, Huey Lewis, Jerry Portnoy, Willy Deville, Clarence "Gatemouth" Brown, Jono Manson, Little Steven, Chuck Leavell, James Cotton, Billy Branch, John Popper Sugar Blue, Joe Bonamassa, ed Eugenio Finardi.

### Hard 'n' Heavy
Condotto da anni da Marco Garavelli, al quale si aggiunse dall'ottobre 2004 Simone Scavo come autore, Hard 'n' Heavy andava in onda dal lunedì al venerdì dalle 20.00 alle 21.00. Il programma si occupava di tutto quanto riguarda il panorama hard rock, heavy metal e tutti i derivati e simili (stoner, epic metal, AOR ecc.) proponendo tanto novità come classici. Le puntate del venerdì erano dedicate ai live, notizie e curiosità di due gruppi, uno hard rock e uno metal. Le sigle del programma furono composizioni esclusive ed originali del gruppo Arachnes.

### Good Rockin' Tonight
(Roy Brown)
Good Rockin' Tonight andava in onda il lunedì e il giovedì (in replica) dalle 23.00 alle 24.00 ed era condotto da Maurizio Faulisi. Le sonorità che caratterizzavano questo programma provenivano direttamente dagli anni cinquanta, quando nasceva il Rock and roll, venivano però trasmessi anche brani attuali di gruppi che mantengono vivi gli spiriti più nostalgici.

### Country Skyline
Country Skyline andava in onda il martedì e il venerdì (in replica) dalle 23.00 alle 24.00 ed era condotto da Maurizio Faulisi. Il programma si proponeva esplorare le radici del Rock attuale entrando dentro gli stili musicali d'oltre oceano che l'hanno originato, come Roots rock, Country, Blues, Bluegrass, Cajun, Honky Tonk, Gospel ecc.

### Garage Land
Garage Land andava in onda il mercoledì e il sabato dalle 23.00 alle 24.00 ed era condotto da Maurizio Faulisi e Il Metius. La trasmissione, in un'atmosfera che vuole i conduttori al margine della legalità, proponeva sonorità Beat, Garage rock degli anni sessanta, punk e Garage punk; concentrandosi soprattutto su gruppi che non appartengono alle grandi scene musicali.

### Backstage Pass
Backstage Pass era un piccolo spazio curato da Chuck Bird che andava in onda 2 volte al giorno (una intorno alle 11.30 e una intorno alle 17.00) dal lunedì al venerdì. Trattavasi di piccole parentesi dove Chuck Bird raccontava aneddoti riguardanti personaggi del mondo della musica rock, punk, ecc. che però non hanno un ristretto interesse musicale; l'aneddoto era poi seguito da un brano musicale concernente la celebrità protagonista del breve racconto.

### Early Bird Special
Early Bird Special andava in onda dal lunedì al venerdì dalle 6.00 alle 7.00; condotto da Chuck Bird, doveva il suo nome a un tipico menù servito nelle strade interstatali statunitensi.

### Frigidaire
Condotto dal Ariel, Frigidaire, andava in onda dal lunedì al venerdì dalle 15.00 alle 17.00; il programma era caratterizzato dalla forte presenza dei radioascoltatori che spesso intervenivano nelle "cialtronaggini" del conduttore. Per tutta la durata del programma il Dj Ariel si faceva "aiutare" da pupazzi e oggetti inanimati con un unico punto in comune: dovevano fare rumore (altrimenti non potevano sentirsi in radio). Tra gli oggetti inanimati che lo hanno accompagnato si ricordano: il Topo-Frigo, Mr. Trombetta, Mr. Trombone, Fino il Delfino, la mucca Camilla e la mitica pistola del pistola da pistoia. I nomi degli oggetti inanimati venivano decisi dal pubblico durante le ore di trasmissione. Da notare la particolare fama di portafortuna che circonda Mr. Trombetta, il quale anche in Pane Burro e Rock'n'Roll continua ad essere richiesto dai radioascoltatori.
Frequentemente il Dj Ariel ospitava interviste e piccole performance live di gruppi italiani e non, i quali a volte rilasciavano canzoni che poi venivano utilizzate come sigla del programma, come, ad esempio, è capitato ai Marta sui tubi

### Mad Max
Condotto da Max de Riu, il nome del programma vuole chiaramente richiamare il film Mad Max (Interceptor in italiano) con Mel Gibson; la sigla infatti riportava spezzoni della colonna sonora del terzo episodio della saga: We don't need another hero di Tina Turner; Mad Max andava in onda dal lunedì al venerdì dalle 11.00 alle 13.00, la conduzione del programma era caratterizzata dalla funzione di "radio di servizio" che Max de Riu cercava di darle, andando quindi a informare i radioascoltatori su vita morte e miracoli dei personaggi del rock; in questo riceveva settimanalmente un aiuto da Barbara Caserta (il mercoledì), della redazione di Rock Hard (rivista), per approfondimenti.

### La Strana Coppia
La Strana Coppia, riferita alla coppia di presentatori Dj Claudia e Max De Riu, andava in onda il venerdì sera; i presentatori si stuzzicavano sulla dualità maschio/femmina per intrattenere i radioascoltatori.

### Rock FM - The Movie
Rock FM - The Movie era un programma di cinema condotto da Riccardo Vianello e andato in onda per diversi anni con frequenza settimanale. La trasmissione presentava film in uscita e trattava argomenti a sfondo cinematografico, inframezzando gli interventi a brani di musica rock tratti da colonne sonore.

### Witching Hour
Programma condotto da Luca che presentava musica metal underground, andava in onda il giovedì a mezzanotte per un'ora. La sigla iniziale era la canzone Witching Hour dei Venom, che dava appunto il nome al programma.

## RockFM All Stars Band
Trattasi di una band principalmente di cover di gruppi rock. La band principalmente svolge i suoi spettacoli durante alcuni DJ Set organizzati da alcuni dei membri del gruppo, come alternativa al classico "mettere dischi"; i componenti ufficiali sono: Dj Ariel (Chitarra), dj Max De Riu (Voce), Mox Cristadoro (Batteria) e Mr. Penguin (basso), membro dei Pay, e Edo Rossi (Chitarra).
Hanno partecipato come ospiti più o meno fissi anche Toto (batteria, membro degli Snaporaz), Teo (chitarra, membro degli Snaporaz e dei Carneigra) e Barbara Caserta; altri Nuto e Orla della Bandabardò/Crazy Mama.
Con la chiusura delle trasmissioni la band si è battezzata per l'occasione Rockfamily All Stars Band durante il concerto del 1º giugno a Firenze; la band la stessa sera ha inoltre annunciato l'interruzione della sua attività fino a che i vari membri non avranno un destino certo.
Il gruppo è tornato in attività con il nome di Rock Fm All Stars Band, per non dimenticare una delle esperienze (Rock Fm) più forti della loro vita.

## L'iniziativa
Dalla data di annunciata chiusura delle trasmissioni radio (26 marzo) lo staff si è mosso, spinto dalla voglia di mantenere unito un gruppo di persone oltre che un pubblico fedele da 18 anni, cercando di fare attività fuori dal radiofonico, coinvolgendo i radioascotatori, cominciano con un "Farewell Tour" della Rock Fm All Stars Band, poi crearono la pagina Rockfamily.it, inizialmente depositaria dei comunicati ufficiali della redazione, in un secondo momento, vero e proprio sito con un forum frequentato dagli ascoltatori e dai DJ.

## Ospitati
Durante l'ultimo mese di trasmissione della radio, i componenti dello staff si sono recati ospiti di altre emittenti (radiofoniche e televisive), come Radio Popolare e come Rock TV popolarizzando il loro futuro come DJ all'interno di Radio Rock FM e commentando le varie motivazioni della interruzione delle trasmissioni.